# Gare de Fougeray - Langon
La gare de Fougeray - Langon est une gare ferroviaire française de la ligne de Rennes à Redon, située sur le territoire de la commune de Langon, dans le département d'Ille-et-Vilaine en région Bretagne. Grand-Fougeray qui a donné son nom à la gare, est à environ 12 km.
La station est mise en service en 1864 par la compagnie des chemins de fer de l'Ouest. C'est aujourd'hui une halte de la Société nationale des chemins de fer français (SNCF), elle est desservie par des trains express régionaux TER Bretagne circulant entre Rennes et Redon.

## Situation ferroviaire
Établie à 9 m d'altitude, la gare de Fougeray - Langon est située au point kilométrique (PK) 421,595 de la ligne de Rennes à Redon, entre les gares de Messac-Guipry et de Beslé. Le tunnel des Corbinières est proche de la gare.

## Histoire
La gare de Fougeray - Langon est mise en service en novembre 1864, par la compagnie des chemins de fer de l'Ouest, soit deux ans après l'inauguration de la ligne. La station est établie sur la rive droite de la Vilaine à proximité du Pont-de-la-Fosse. Elle porte le nom du chef-lieu de canton, Fougeray dit aussi Grand-Fougeray (6 264 habitants) situé à environ 12 km, et de la commune de Langon (1 698 habitants) dont le bourg est à environ 1 km. Elle comporte des voies de débord.

## Fréquentation
De 2015 à 2023, selon les estimations de la SNCF, la fréquentation annuelle de la gare s'élève aux nombres indiqués dans le tableau ci-dessous.
| Année           | 2015   | 2016   | 2017  | 2018   | 2019   | 2020   | 2021   | 2022   | 2023   |
| --------------- | ------ | ------ | ----- | ------ | ------ | ------ | ------ | ------ | ------ |
| Voyageurs seuls | 12 838 | 10 415 | 9 697 | 13 342 | 16 822 | 12 307 | 13 835 | 21 801 | 26 313 |

## Service voyageurs

### Accueil
Halte SNCF, c'est un point d'arrêt non géré (PANG) à entrée libre, elle dispose de deux quais avec abris.

### Desserte
Fougeray - Langon est desservie par des trains TER Bretagne circulant sur la ligne no 15 Rennes - Redon.